# Gemeindevertretungs- und Bürgermeisterwahlen in Salzburg 2019

Bürgermeisterwahlen: die Kandidaten mit mehr als 50 % Stimmenanteil waren im ersten Wahlgang gewählt

Stimmenstärkste Parteien bei den Gemeindevertretungswahlen

Die Gemeindevertretungs- und Bürgermeisterwahlen in Salzburg 2019 wurden im Land Salzburg am 10. März 2019 abgehalten.

## Ausgangslage
Zuletzt fanden 2014 Gemeindevertretungs- und Bürgermeisterwahlen in Salzburg statt. Insgesamt waren 434.262 Personen wahlberechtigt, um rund drei Prozent mehr als 2014. Der Zuwachs verteilt sich mit 12.298 Wahlberechtigten überwiegend auf EU-Bürger und mit 313 Wahlberechtigten auf Österreicher. 2014 haben in allen 119 Gemeinden mindestens zwei Parteien kandidiert, diesmal in der Gemeinde Thomatal nur eine Partei.

## Bürgermeisterwahlen
- 80 von 119 im Jahre 2014 gewählten Bürgermeistern traten wieder an, in Goldegg im Pongau und Untertauern aber für eine andere Partei.[1]
- Ende 2017 wurde in der Stadt Salzburg nach dem Rücktritt von Heinz Schaden (SPÖ) mit Harald Preuner (ÖVP) ein neuer Bürgermeister gewählt.[2]
- Von insgesamt 119 Gemeinden kandidierten in 34 Gemeinden auch Frauen um das Bürgermeisteramt. In den Gemeinden Lend, Stuhlfelden und Lamprechtshausen kandidierten ausschließlich Frauen.[3]

Im Ergebnis der Wahl wurden in 108 Gemeinden die Bürgermeister im ersten Wahlgang gewählt, d. h. erhielten mehr als 50 % der Stimmen. In 11 Gemeinden (Stadt Salzburg, Hallein, Seekirchen, Oberndorf, Zell am See, Elsbethen, Mattsee, Bad Hofgastein, Oberalm, St. Johann und Straßwalchen) erreichte kein Kandidat die absolute Mehrheit, so dass am 24. März 2019 eine Stichwahl stattfand. In der Stadt Salzburg kam der ÖVP-Bürgermeisterkandidat im ersten Wahlgang mit 41,4 % auf den ersten Platz.

## Ergebnisse nach Bezirken
| Bezirke              | Wbt. | ÖVP  | SPÖ  | FPÖ  | Grüne | Sonst. |
| -------------------- | ---- | ---- | ---- | ---- | ----- | ------ |
| Salzburg (Stadt)     | 53,5 | 36,7 | 26,8 | 8,4  | 15,2  | 12,9   |
| Hallein              | 51,6 | 51,0 | 30,7 | 9,1  | 7,2   | 2,0    |
| Salzburg-Umgebung    | 51,3 | 53,2 | 21,3 | 10,0 | 9,4   | 6,0    |
| St. Johann im Pongau | 51,3 | 49,2 | 31,4 | 13,2 | 1,0   | 5,2    |
| Tamsweg              | 50,7 | 57,4 | 23,3 | 17,8 | —     | 1,5    |
| Zell am See          | 51,3 | 44,0 | 34,5 | 7,6  | 3,5   | 10,4   |
| Gesamt               | 51,9 | 47,5 | 27,6 | 10,1 | 7,5   | 7,4    |